# Браунстаун (Індіана)
Браунстаун (англ. Brownstown) — місто (англ. town) в США, в окрузі Джексон штату Індіана. Населення — 3025 осіб (2020).

## Географія
Браунстаун розташований за координатами 38°52′44″ пн. ш. 86°2′47″ зх. д. / 38.87889° пн. ш. 86.04639° зх. д. (38.878859, -86.046346).  За даними Бюро перепису населення США в 2010 році місто мало площу 4,13 км², з яких 4,11 км² — суходіл та 0,02 км² — водойми.

## Демографія
Згідно з переписом 2010 року, у місті мешкало 2947 осіб у 1175 домогосподарствах у складі 792 родин. Густота населення становила 714 особи/км².  Було 1282 помешкання (310/км²).
Расовий склад населення:
| - 98,3 % — білих - 0,3 % — корінних американців - 0,2 % — азіатів - 0,1 % — вихідців з тихоокеанських островів - 0,1 % — чорних або афроамериканців |

До двох чи більше рас належало 0,8 %. Частка іспаномовних становила 1,0 % від усіх жителів.
За віковим діапазоном населення розподілялося таким чином: 25,7 % — особи молодші 18 років, 55,7 % — особи у віці 18—64 років, 18,6 % — особи у віці 65 років та старші. Медіана віку мешканця становила 38,7 року. На 100 осіб жіночої статі у місті припадало 93,1 чоловіків;  на 100 жінок у віці від 18 років та старших — 86,4 чоловіків також старших 18 років.
Середній дохід на одне домашнє господарство  становив 41 821 долар США (медіана — 38 565), а середній дохід на одну сім'ю — 49 653 долари (медіана — 49 875). Медіана доходів становила 35 026 доларів для чоловіків та 34 833 долари для жінок. За межею бідності перебувало 17,3 % осіб, у тому числі 26,4 % дітей у віці до 18 років та 12,7 % осіб у віці 65 років та старших.
Цивільне працевлаштоване населення становило 1291 осіб. Основні галузі зайнятості: виробництво — 23,1 %, роздрібна торгівля — 16,4 %, освіта, охорона здоров'я та соціальна допомога — 14,9 %.